# Kulturplatz

Logo von kulturplatz

Am 1. September 2004 startete das wöchentliche Kulturmagazin Kulturplatz auf SF 1 (heute SRF 1). Die Sendung behandelt ein breites Themenspektrum, das Architektur, Design, Film, Fotografie, Kunst, Literatur, Oper, Theater, Musik, neue Medien und Alltagskultur umfasst. Neben bestehenden Kulturformaten wie den Sternstunden und dem Klanghotel erhielt die Kulturberichterstattung mit dem moderierten Magazin Kulturplatz einen weiteren festen Sendeplatz im Programm des Schweizer Radio und Fernsehens.
Die deutsche Erstausstrahlung erfolgte am 4. Februar 2006 auf 3sat. Sendungen des Schweizer Fernsehens wie Kulturplatz werden in Deutschland nicht direkt ausgestrahlt, da sie primär für das Schweizer Publikum produziert werden. Durch die Kooperation mit 3sat erhalten Schweizer Kulturschaffende die Möglichkeit, in Deutschland und Österreich ein breiteres Publikum zu erreichen.

## Moderation
Moderiert wird Kulturplatz seit Beginn von Eva Wannenmacher. Die Vertretung übernehmen Nicole Salathé 2005–2011 oder Nina Mavis Brunner (seit 2011) und Monika Schärer für 3 Sendungen im Jahre 2010. Für Nina Mavis Brunner übernahm Harald Schmidt am 11. und 18. Februar 2015 die Mutterschaftsvertretung.
Bis Ende Juni 2025 wird die Sendung Kulturplatz weiterhin von Eva Wannenmacher moderiert, bevor sie das Schweizer Radio und Fernsehen (SRF) verlässt.